# Ерігона
- Еріго́на (грец. Ηριγόνη) — дочка афінянина Ікарія, що була обернена на сузір'я Діви. За легендою отримала в дар від бога Діоніса вино і навчила жителів Аттики виноградарству.
- Ерігона — дочка Егіста і Клітемнестри. Ерігона врятувала Артеміда від месника Ореста, який убив її брата Алета, і зробила жрицею в Аттиці. За іншою версією, Ерігона була коханкою Ореста й мала від нього сина Тісамена.